# Миливој Грујић Елим
Миливој Грујић Елим (Болман, 8. новембар 1929. — Београд, 25. јул 2005.) био је српски сликар, графичар и графички дизајнер.

## Биографија
Рођен је 1929. године у Болману. Средњу школу за примењену уметност завршио је у Београду 1951. Дипломирао је на Факултету примењених уметности Универзитета уметности у Београду 1954. у класи професора Винка Грдана. Доцент је Архитектонског факултета Универзитета у Београду. Графику излаже од 1957. године. Самостално је излагао у Београду 1960. и 1961. и Новом Саду 1967, учествовао је на групним изложбама Удружења ликовних уметника Србије, Удружења ликовних уметника примењених уметности и дизајнера Србије, Галерије „Графички колектив”, Бијеналу југословенске графике у Загребу 1962, 1964. и 1966, изложби „Савремена југословенска графика у Прагу” 1964. и у Будимпешти 1965, Октобарском салону 1964. и 1966, изложби „Двадесет година југословенске графике у Београду” 1966, Трећем тријеналу југословенске уметности у Београду 1967, изложбама „Графика београдског круга у Мелбурну, Сиднеју и Аделаиди” и другим. Добитник је Златне медаље на изложби „Примењена уметност у привреди и свакодневном животу” 1960. и Златне игле УЛУС-а 1964. године.
Бавио се широким пољем примењене и ликовне уметности, дизајном и опремом књига, гравуром, дрворезом, линорезом, акватинтом и литографијом. Сматрајући бакропис врхунским мајсторством, Грујић је користио ову технику досежући у њој висок ниво израза како у форми, боји, структури и линији тако и у односу светлог и тамног. Његов стилски израз није излазио из оквира магичне фигуративности и маштовитих, готово надреалних визија. У последњем стваралачком периоду бавиo се иконописом и зидним сликарством.